# Salamandra (Film)
Salamandra ist ein sowjetisch-deutsches Stummfilmdrama aus dem Jahr 1928 von Grigori Roschal mit Bernhard Goetzke in der Hauptrolle. Der Film sollte in Deutschland unter dem Titel Falschmünzer anlaufen, wozu es aber nicht kam (Näheres dazu siehe unten).

## Handlung
Der Film soll in Leipzig spielen. Am Beispiel dieser Stadt, so insinuiert die Geschichte, wird die Gesellschaft von der Kirche, der politischen Reaktion und der Aristokratie bestimmt. Im Hintergrund dräut allenthalben der Faschismus, und die Arbeiterklasse erhält keinerlei Möglichkeit, der Armut zu entkommen. In diesem Umfeld wirkt der, so stellt es Regisseur Roschal dar, progressive Universitätsprofessor Zange als eine Art einsamer Rufer im Meer der Rückständigkeit. Als einer der wenigen Vertreter der geistigen Elite solidarisiert er sich überdies mit dem Proletariat. Der Wissenschaftler nutzt Salamander für seine Experimente und erfährt, dass deren Vererbung von äußeren Faktoren abhängt. Als er diese Entdeckung macht und sie auch auf menschliches Verhalten anwenden will, wird er zu einer Bedrohung für das bestehende politische System, und der Klerus konspiriert mit dem Adel, um ihn loszuwerden. Von kirchlicher Seite ist Prof. Berschinsky sein erbittertster Widersacher, der, als Jesuitenpater getarnt, finstere Gestalten beauftragt, eifrig belastendes Material gegen Zange zu sammeln. Als man nicht so recht weiterkommt, unterstellt man dem Professor, dass dieser sich an einem unmündigen Mädchen vergangen haben soll, damit sich die Sittenpolizei seiner annimmt.
Von Seiten des Finanzkapitals, das hier als zweiter Feind des Fortschritts dargestellt wird, erwächst ein mächtiger Bankier zu einem weiteren Gegner Zanges. Berschinsky tut sich mit diesem Mann zusammen, obwohl er weiß, dass der Bankier obendrein ein Falschmünzer ist, der sich später sogar als Mörder entpuppt. Der schurkische Adel wird hier vertreten durch einen gewissen Prinz Karlstein, der die Resultate von Zanges Experimenten fälscht und mit dessen Frau fremdgeht. Die Corpsstudentenschaft der ansässigen Universität ist auch nicht besser: sie wird als dumm, reaktionär und vorurteilsbehaftet gezeichnet. Schließlich gelingt es der Phalanx aus Ignoranz, Borniertheit und faschistischer Gesinnung, Prof. Zange aus seiner Alma Mater zu verjagen, sodass er unter ärmlichsten Bedingungen weiterforschen muss. Als Lichtstreif am Horizont erscheint schließlich ein als progressiv und arbeiterfreundlich gezeichnetes Land – zweifellos die Sowjetunion gemeint – das Zange eine neue Heimstatt mit perfekten Wirkungsmöglichkeiten anbietet.

## Produktionsnotizen, Zensurprüfung und Verbot
Salamandra entstand in der ersten Jahreshälfte 1928 in der UdSSR. Wegen angeblich massiver prosowjetischer und antideutscher Propaganda hatte der Film nach der Vorlage bei der deutschen Filmzensur beträchtliche Zulassungsprobleme. Die extremen Klischees und Vorurteile über die Zustände in Deutschland, die der Film produziere und verbreite, führten dazu, dass bei zwei Prüfungsverfahren eine Zulassung von Salamandra nicht erteilt wurde. In der finalen Begründung hieß es am 17. Januar 1929: Ein Aufführungsverbot des Films in Deutschland wurde verhängt, “weil er geeignet sei, durch Herabsetzung deutscher Verhältnisse in Staat, Kirche und Wissenschaft das deutsche Ansehen zu gefährden und durch die Art der Darstellung des Problems “Wissen und Glaube” das religiöse Empfinden zu verletzen. (…) Es verstößt insbesondere gegen das berechtigte deutsche Gefühl, wenn ein Bildstreifen, der in mehr oder minder veränderter Ausgabe als antideutscher Hetzfilm in auswärtigen Staaten über die Leinwand geht, nun auch im Inland vor deutschen Zuschauern abrollen soll. (…)  Alle diese Voraussetzungen sind vorliegend gegeben.”

## Historischer Hintergrund
Der auf deutscher Seite vom Kommunisten Willi Münzenberg und seiner Firma Prometheus produzierte Film beruft sich im Kern auf tatsächliche Begebenheiten und benutzt als Handlungsfundament tragische Episoden aus dem Leben des österreichischen Biologen und Forschers Paul Kammerer (1880–1926), der von konträre Ansichten vertretenden Wissenschaftlern und der katholischen Kirche aus unterschiedlichen Gründen heftig bekämpft wurde und schließlich, nach dem Vorwurf, bei seinen Forschungsergebnissen gefälscht zu haben, Selbstmord beging. Kurz vor seinem Freitod wurde der Wissenschaftler noch an die Moskauer Akademie der Wissenschaften berufen, an der er ein Institut für Experimentalbiologie gründen sollte.

## Rezeption
Da dieser Film in Deutschland nie zugelassen wurde, existieren auch keine zeitgenössischen deutschen Kritiken. Nach Ansicht des Films in Moskau durch deutsche Kritiker fiel das Echo in Deutschland verheerend aus. Nachfolgend ein Beispiel:
“…beim Moskauer Publikum wird eine höchst sonderbare Vorstellung des deutschen Wissenschaftsbetriebs und des deutschen bürgerlichen Milieus erweckt. Der Film ist höchst geschmacklos bewußt zu diesem Zweck hergestellt, ein Hetzfilm, der der Herabsetzung des Ansehens des deutschen Geisteslebens dient.”